# منطقه نیمه‌روشن
منطقهٔ نیمه‌روشن یا توایلایت زون (به انگلیسی: The Twilight Zone) یک مجموعه تلویزیونی آنتولوژی در گونهٔ علمی-تخیلی خلق‌شده توسط راد سرلینگ است که در غالب پنج فصل و از سال ۱۹۵۹ تا ۱۹۶۴ میلادی در شبکهٔ تلویزیونی سی بی اس پخش می‌شد. هر قسمت مجموعه، داستانی مستقل و نامربوط به سایر قسمت‌ها دارد و غالباً شامل عناصری از فراطبیعت، آینده‌گری و رئالیسم جادویی است که شرح وقایعی عجیب را، که معمولاً شامل یک مرگ و یک پیچش داستانی می‌شود، می‌دهد.
نکتهٔ قابل توجه در مورد مجموعه این است که در آن هم از ستاره‌های ثابت‌شده (مانند جوان بلوندل، آن بلایت، باستر کیتون، بورگس مریدیت، اد وین و...)استفاده شده و هم از بازیگران جوانی که بعداً معروف شده‌اند (مانند بیل بیکسبی، لی وان کلیف، رابرت دووال، دنیس هاپر، الیزابت مونت‌گومری، لئونارد نیموی، رابرت ردفورد، برت رینولدز، دان ریکلس، ویلیام شاتنر، تلی ساوالاس و...). راد سرلینگ به عنوان سرپرست نویسندگان و تهیه‌کنندهٔ اجرایی مجموعه کار کرد و از بین ۱۵۶ قسمت مجموعه، او نویسنده (یا نویسندهٔ همکار) ۹۲ تا از آن‌ها بود. وی همچنین به عنوان مجری و راوی هم نقش ایفا کرد و در آغاز و پایان هر قسمت ظهوری داشت. در این ایفای نقش‌های کوتاه شروع و انتهای هر قسمت، معمولاً طرح کلی داستان آن قسمت و شرح احوال شخصیت‌های اصلی توسط سرلینگ گفته می‌شد.
در سال ۱۹۹۷، دو قسمت "خدمت به انسان" و "زندگی خوب است" به ترتیب به عنوان یازدهمین و سی‌ویکمین اپیزودهای برتر تلویزیون توسط مجلهٔ "TV Guide" انتخاب شدند. خود سرلینگ اظهار داشت که قسمت‌های مورد علاقه‌اش در مجموعه "تمام زمان کافی" و "مهاجمان" هستند. در سال ۲۰۰۲، منطقهٔ نیمه‌روشن در فهرست "۵۰۰ مجموعهٔ تلویزیونی برتر تمام زمان‌ها" (تهیه‌شده توسط تی وی گاید) در ردهٔ بیست‌وششم قرار گرفت و این رده در سال ۲۰۱۳ به پنجم ارتقاء یافت. در همین سال، انجمن نویسندگان آمریکا آن را به عنوان "سومین نویسندگی برتر در یک مجموعهٔ تلویزیونی" انتخاب کرد.

## خلق مجموعه

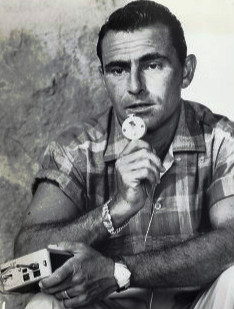
راد سرلینگ در حال کار روی فیلمنامهٔ یک قسمت از طریق دیکتافون

از اواخر دهه ۵۰ میلادی راد سرلینگ یکی از معروف‌ترین شخصیت‌های تلویزیونی شد. نمایش‌های تلویزیونی موفق او شامل "الگوها" (برای Kraft Television Theater) و "مرثیه برای یک سنگین وزن" (برای Playhouse 90) می‌شدند؛ هرچند که تغییرها و ویرایش‌های متعدد توسط شبکه‌ها و اسپانسرها سرلینگ را از این آثار ناامید ساخت. به عنوان مثال، در مرثیه برای یک سنگین وزن دیالوگ "کبریت دارید؟" باید حذف می‌شد چون اسپانسر یک شرکت تولیدکنندهٔ فندک بود. چنین تغییراتی که به سود اسپانسرها انجام می‌شد در موارد متعددی اتفاق می‌افتاد و برای مثال در یک مورد شرکت اسپانسر، فورد، ساختمان کرایسلر را در صحنه‌ای از دورنمای شهری نیو یورک به کل حذف کرد.
ولی طبق صحبت‌هایی که در مورد مجموعه تلویزیونی "الگوها" شد، سرلینگ سعی داشت به‌طوری تخصصی‌تر نسبت به آثار اوایل دهه پنجاهش کار کند. این تلاش منجر به کاری به نام "ظهر روز قیامت" شد که شامل نظر سرلینگ دربارهٔ عدم وجود پشیمانی و دفاع کافی‌ای بود که وی در شهر میسیسیپی و در جریان قتل امت تیل نظاره‌گر آن بود. در حالی که فیلمنامهٔ اصلی به‌طور نزدیک از ماجرای مرگ تیل اقتباس کرده بود، بعداً قربانی به یک وامده یهودی و نهایتاً به غریبه‌ای در شهری بی‌نام عوض شد. جدا از نقدهای منفی، فعالان با ارسال نامه‌هایی به پروسهٔ تهیه‌کنندگی اعتراض کردند.
سرلینگ فکر کرد که سبک علمی-تخیلی (شامل رباتها، بیگانهها و سایر عوامل فراطبیعی) به او آزادی بیشتری در کار می‌دهد چرا که دخالت در آثار جنجالی کم‌تر از آثار رئالیستیک است. "مسئلهٔ زمان"، ساختهٔ سال ۱۹۵۷، قسمت آزمایشی سرلینگ برای مجموعه‌اش بود؛ داستانی دربارهٔ سفر یک مرد در زمان به سال ۱۹۴۱، هونولولو، و تلاش بی‌ثمر وی برای هشدار به مردم دربارهٔ حمله به پرل هاربر. این فیلم‌نامه در زمان رد شد و بایگانی شد تا این که نهایتاً، یک سال بعد در سال ۱۹۵۸، توسط برت گرانت کشف و به عنوان یکی از قسمت‌های "Desilu Playhouse" تهیه شد. این نمایش موفقیت زیادی را به همراه داشت و باعث شد سرلینگ بالاخره قادر باشد مجموعهٔ انتولوجی خود، توایلایت زون را بسازد.

## بررسی فصل‌ها

### فصل یکم (۱۹۵۹–۱۹۶۰)
بعد پنجمی از طبیعت وجود دارد؛ که در دانسته‌های انسان نمی‌گنجد. بعدی به وسعت فضا و به بی‌انتهائی ابدیت. مرزی است میان فروغ و ظلمات؛ میان علم و خرافات؛ و مابین مغاک وحشت‌های بشر و اوج دانش او جای دارد. این بعد، تخیل نام دارد. ناحیه‌ای که ما به آن می‌گوییم، منطقهٔ نیمه‌روشن.— راد سرلینگ؛ تیتراژ آغازین قسمت‌های فصل یک.

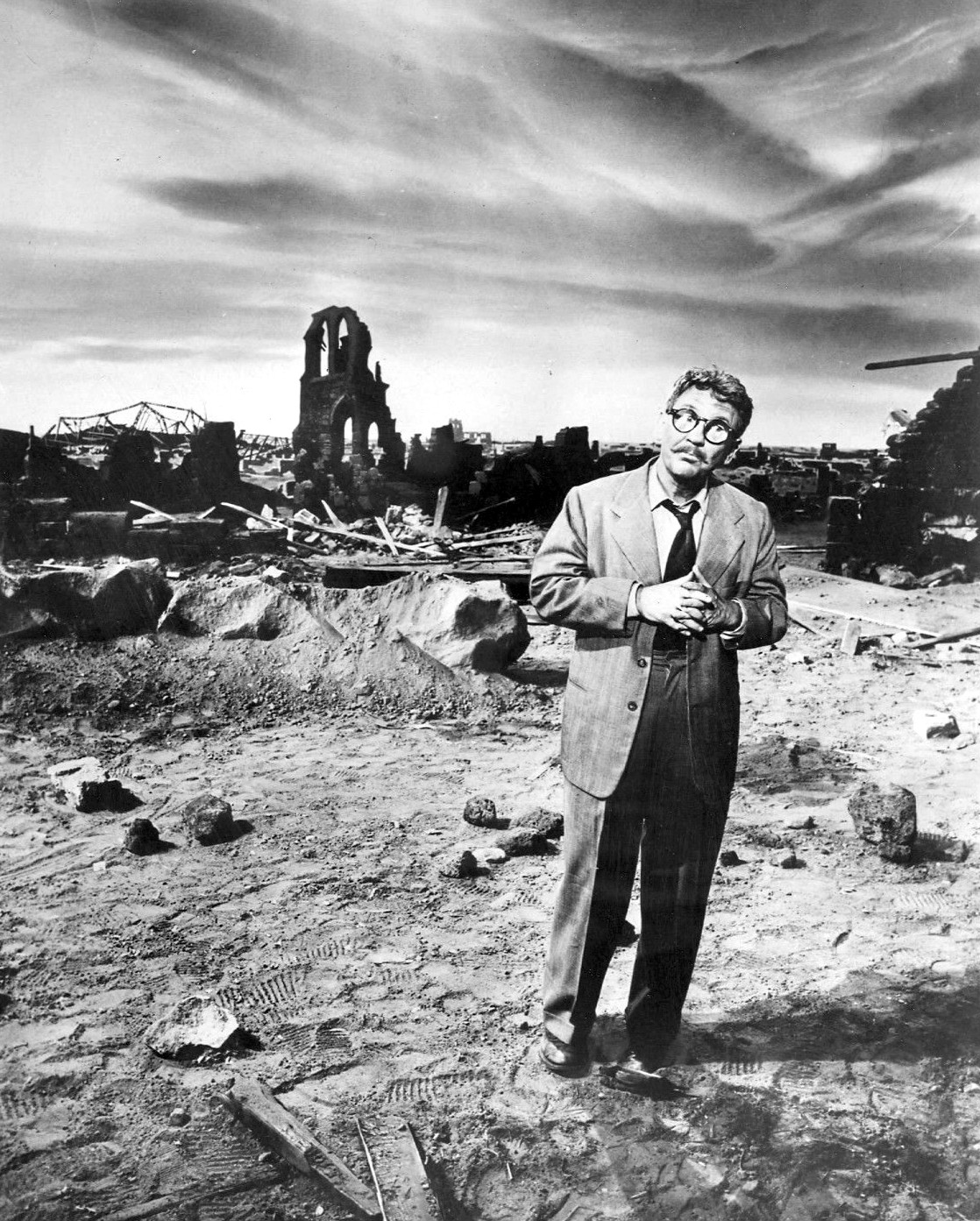
بورگس مریدیت در "تمام زمان کافی"

توایلایت زون در دوم اکتبر سال ۱۹۵۹ شروع شد و به‌طور گسترده‌ای از آن تقدیر شد. تری تورنر از روزنامهٔ Chicago Daily News گفت: «... توایلایت زون در واقع تنها مجموعهٔ در حال پخشی است که من به دیدن آن علاقه‌مندم. تنها مجموعه‌ای که برای دیدنش، از سایر برنامه‌هایم می‌گذرم.» بقیه هم همین نظر را داشتند. مجلهٔ ورایتی آن را «بهترین دستاورد در مجموعه‌های تلویزیونی سی‌دقیقه‌ای» و روزنامهٔ New York Herald Tribune آن را «بدون شک بهترین و اصل‌ترین مجموعهٔ انتولوژی سال» نامید.
با این که مجموعه در بین منتقدان محبوب شد، در پیدا کردن تماشاگران معمولی دچار مشکل بود. سی بی اس روی حداقل رتبهٔ تماشاگری ۲۱ یا ۲۲ حساب کرده بود؛ در حالیکه رتبهٔ مجموعه خیلی از این پایین‌تر بود. ادامهٔ مجموعه وقتی که قسمت سوم آن، آقای دنتون در روز قیامت رتبهٔ ۱۶٫۳ را کسب کرد، به خطر افتاد. با این حال تماشاگران آن به اندازه‌ای بودند که ماه نوامبر را دوام بیاورد و پس از آن بالاخره از رقبایش در شبکه‌های ای بی سی و ان بی سی پیشی گرفت و اسپانسرهایش، کیمبرلی-کلارک و GeneralFoods را متقاعد کرد که تا آخر فصل یک باقی بمانند.
به جز یک قسمت (تعقیب‌کننده)، تمام قسمت‌های فصل اول را راد سرلینگ، ریچارد متیسون و چارلز بیمونت به صورت انفرادی یا با همکاری هم نوشتند. در مجموع، ۱۲۷ تا از ۱۵۶ قسمت مجموعه را همین سه نفر نوشتند. بعلاوه، به جز یک قسمت (دنیای شخصی او) سرلینگ در هیچ‌یک از قسمت‌های فصل یک ایفای نقش ظاهری نکرد (برخلاف فصل‌های بعدی)؛ و فقط راوی ماجراها بود. البته سرلینگ در پایان تمام قسمت‌ها، شامل فصل یک، برای معرفی داستان قسمت بعدی ظهور می‌کرد؛ ولی در فصل اول در ماجرای خود قسمت نقشی نداشت. این ایفای نقش‌های کوتاه انتهای هر قسمت، تا دهه‌ها بعد از اولین نمایش مجموعهٔ تلویزیونی دیده‌نشده بودند و حالا هم با این که خیلی از آن‌ها در نسخه‌های دی‌وی‌دی و بلو-ری شامل شده‌اند، بعضی کاملاً گم شده‌اند و بعضی نیز تنها به عنوان نوار صوتی وجود دارند.
بسیاری از قسمت‌های فصل اول در نهایت جزو بهترین قسمت‌های کل مجموعه شدند؛ مانند "تمام زمان کافی"، "هیولاهای خیابان ماپل"، "مسافت خالی" و "ساعات تاخیر". این فصل برای سرلینگ چهارمین جایزه امی‌اش را در زمینهٔ نویسندگی درام و برای باک هافتن، همکار خلاق وی جایزهٔ انجمن تهیه‌کنندگان را به ارمغان آورد. همچنین مجموعه جایزه هوگو را نیز برای بهترین ارائه در زمینهٔ درام کسب کرد.
تم کوتاه مجموعه که توسط برنارد هرمن ساخته شده‌بود، در طول فصل یک و در تیتراژ اولیه پخش می‌شد. در پنج قسمت پایانی فصل، تیتراژ سورئالیست اصلی و متن «مغاک و اوج» به تیترازی متفاوت (که شامل چشمی سوسوزن می‌شد) و متنی کوتاه‌تر تغییر کرد؛ و در این پنج قسمت آهنگ هرمن هم به نسخه‌ای کوتاه‌تر تغییر داده شده بود.
نکته: بعضی از قسمت‌های فصل اول تا مدت‌ها فقط با تیتراژ مخصوص فصل دوم قابل دسترسی بودند؛ به دلیل اینکه نه از اولین پخش مجموعه بلکه از تکرار آن برداشته شده بودند. در این تکرارها که هم‌زمان با پخش اصلی فصل دوم بودند، تیتراژ فصل دوم پخش می‌شد تا همهٔ تیتراژها یکسان باشند. هم‌اکنون در بعضی از انتشارات این سریال، جای تیتراژها درست شده‌است.

### فصل دوم (۱۹۶۰–۱۹۶۱)
شما در حال سیری به بعدی دیگر هستید؛ بعدی که اجزای آن نه فقط صوت و تصویر، بلکه فکر و تعقل نیز هستند. سیری به سرزمینی شگفت‌آور که مرزش تخیل است و نشان‌اش را کمی دورتر می‌بینید. مقصد بعدی شما... منطقهٔ نیمه‌روشن.— راد سرلینگ؛ تیتراژ آغازین قسمت‌های فصل دو.

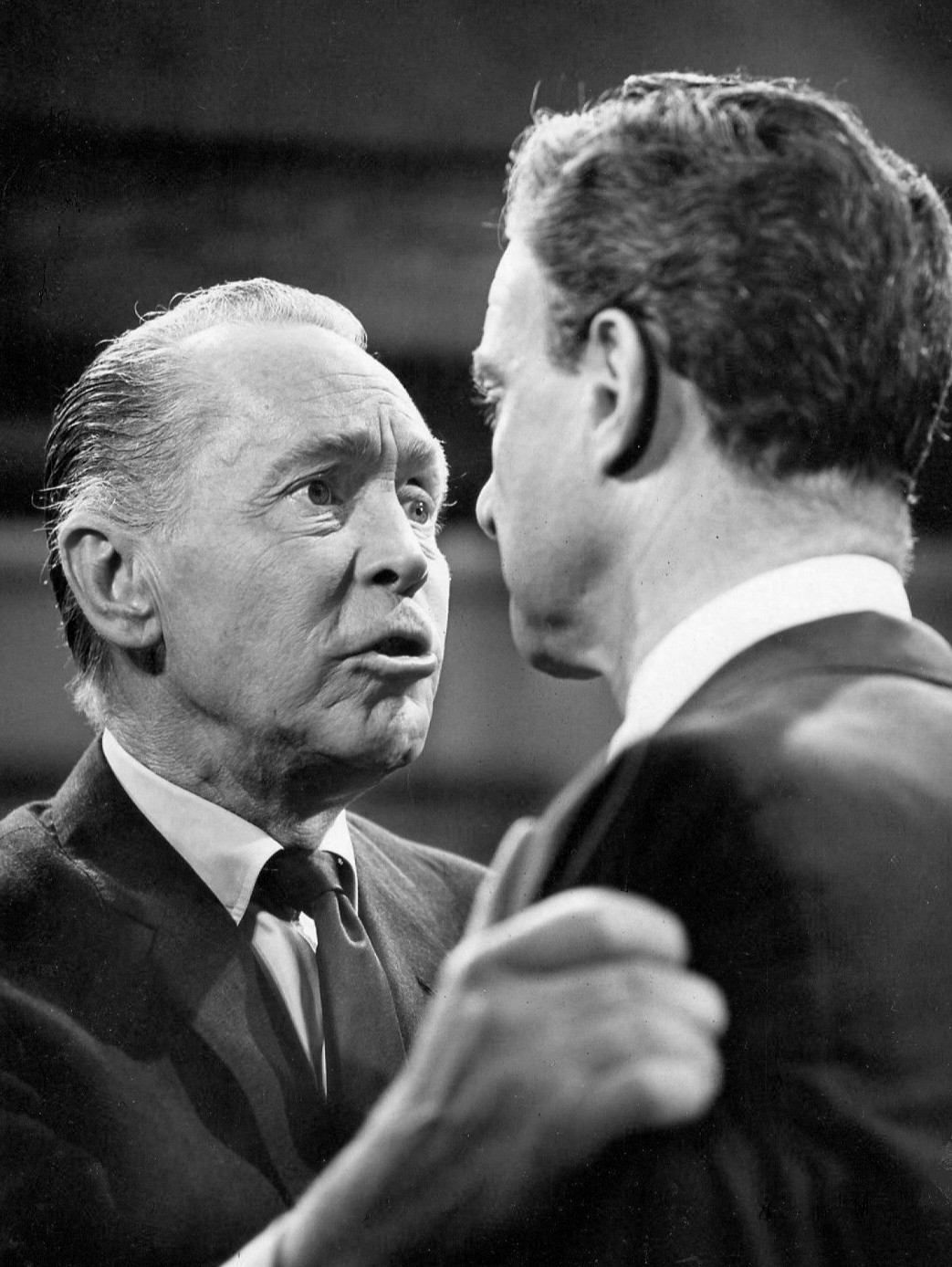
فرانکوت تون و جاناتان هریس در "سکوت"

فصل دوم در سی‌ام سپتامبر سال ۱۹۶۰ با قسمتی به نام "کینگ ناین برنمی‌گردد"، قسمتی با فضایی شبیه به اولین قسمت فصل یک، "بقیه کجائند؟"، آغاز شد؛ ولی جدا از داستان بقیهٔ عناصر همگی تازه شده بودند و با فصل اول فرق داشتند. تم اصلی ساختهٔ برنارد هرمن با تمی کوتاه‌تر از ماریوس کانستنت جایگزین شد. این آهنگ جایگزین که ترکیبی از گیتار و بانجو بود، شوکه‌کننده‌تر و نامنظم‌تر بود و هم‌اکنون از تم فصل یک بیش‌تر شناخته‌شده است. چشم سوسوزن به تیتراژی سورئالیست‌تر جهت هم‌خوانی بیش‌تر با نطق جدید سرلینگ تغییر داده‌شد و این‌بار برای معرفی داستان قسمت، خود سرلینگ جلوی دوربین ظاهر می‌شد؛ بر خلاف فصل اول که در آن فقط نقش راوی را داشت.
یک اسپانسر جدید، کولگیت-پالمولیو، جایگزین کیمبرلی-کلارک از فصل قبل شد و یک مجری شبکهٔ جدید، جیمز آبری در سی بی اس سرکار آمد. دل ریزمن، تهیه‌کننده همکار گفت "جیم آبری یک مشکل بزرگ برای مجموعه بود. او به‌طور ویژه با توایلایت زون سرسختی می‌کرد چون این مجموعه برای زمان خود بودجهٔ زیادی نیاز داشت. او سر بودجه خیلی سخت‌گیری می‌کرد حتی اگر بودجه در واقع مقدار خیلی کمی بود." برای کم‌کردن هرچه‌بیشتر هزینه‌ها، آبری دستور داد که قسمت‌های این فصل هفت‌تا کمتر از فصل قبل باشد و شش قسمت از آن‌های ساخته‌شده نیز به جای فیلم روی نوار ویدئو ضبط شوند؛ حرکتی که سرلینگ از آن خوشش نیامد. دو قسمت اضافه که در اصل برای فصل دوم ساخته‌شده بودند ("قبر" و "هیچ‌چیز در تاریکی نیست") برای فصل سوم نگه‌داشته‌شدند.
خیلی از قسمت‌های فصل دو جزو برترین‌های کل مجموعه بودند؛ مانند "در چشم بیننده" و "مهاجمان". گروه نویسندگی سه‌نفرهٔ سرلینگ، متیسون و بیمونت شروع به پذیرفتن نویسنده‌های جدید کردند و این فصل شامل اولین کار تلویزیونی جورج کلیتون جانسون شد. سرلینگ برای پنجمین بار جایزهٔ بهترین نویسندگی درام امی را دریافت کرد (دومین بار برای توایلایت زون) و همچنین کارگردان تصویری، جورج تی. کلمنز هم اولین امی‌اش را دریافت کرد. برای دومین سال متوالی، مجموعه جایزهٔ هوگو را برای بهترین ارائهٔ درام کسب کرد. این سریال همچنین یک جایزهٔ "Unity Award" کسب کرد و نامزد جایزهٔ امی در بخش "بهترین دستاورد تلویزیونی در زمینهٔ درام" شد.

### فصل سوم (۱۹۶۱–۱۹۶۲)
شما در حال سیری به بعدی دیگر هستید؛ بعدی که اجزای آن نه فقط صوت و تصویر، بلکه فکر و تعقل نیز هستند. سیری به سرزمین شگفت‌آور تخیل. مقصد بعدی شما... منطقهٔ نیمه‌روشن.— راد سرلینگ؛ تیتراژ آغازین قسمت‌های فصل سه.

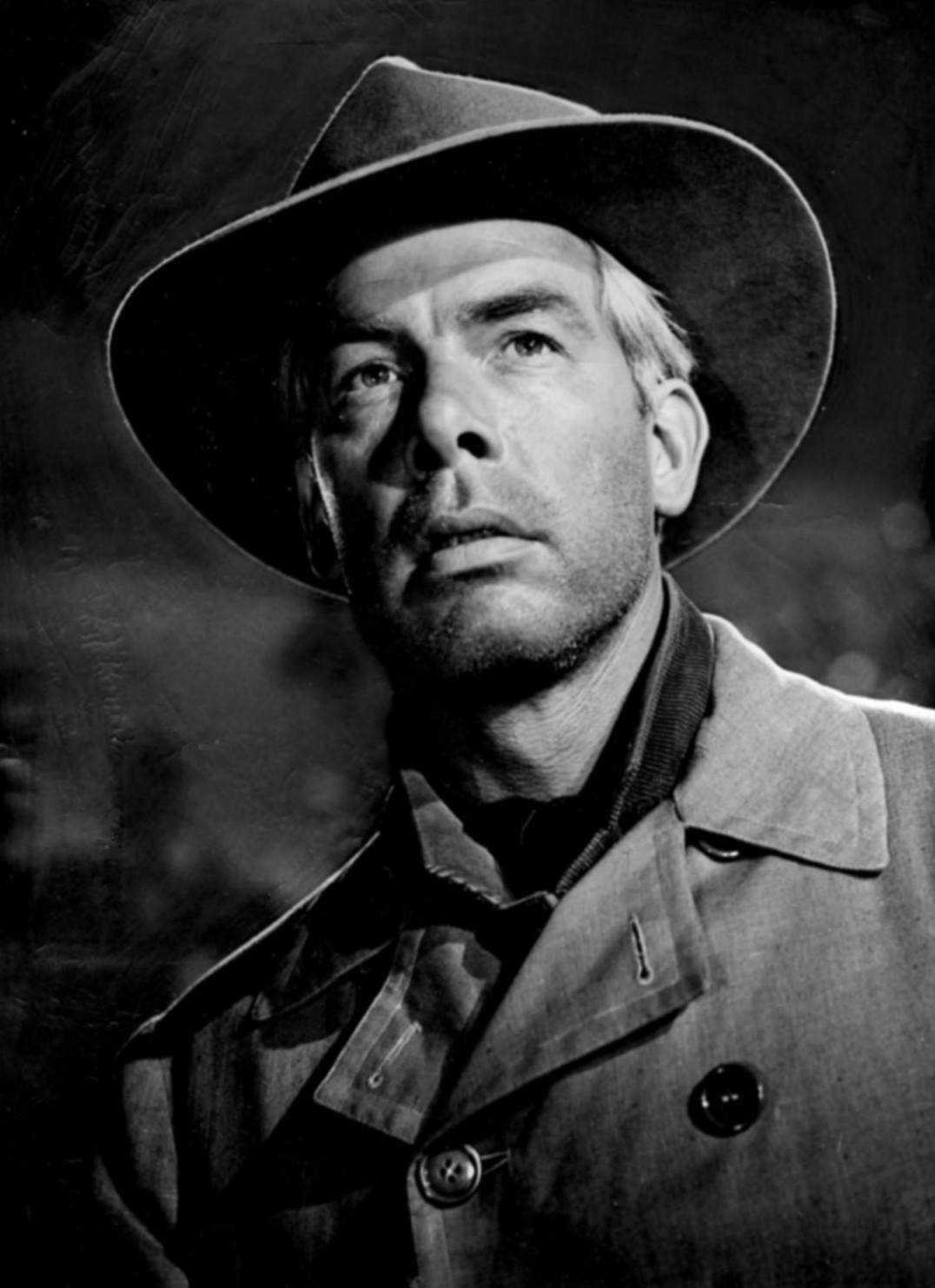
لی ماروین در "قبر"

با توجه به این که این سومین سالی بود که سرلینگ هم به عنوان تهیه‌کننده اجرایی و نویسنده اصلی و هم به عنوان راوی و میزبان مجموعه، وی کم‌کم ار کار زیاد خسته شد. در آن زمان سرلینگ سی‌وهفت ساله گفته بود: "هیچ وقت به اندازهٔ الان خالی از هرگونه ایده نبودم". طی دو فصل اول او ۴۸ فیلم‌نامه ارائه داد؛ یعنی ۷۳٪ کل مجموعه را؛ ولی در این فصل او فقط ۵۶٪ کار را نوشت. یک منتقد ار ورایتی پس از پخش قسمت دوم فصل گفت "حالا به نظر می‌رسد مجموعه به‌طور خودکفا جلو می‌رود". این فصل اسپانسرهایی مانند "Chesterfield"،
"Bufferin tablets"، "Pepsi-Cola" و... داشت.
با وجود خستیگی‌ای که خود سرلینگ نیز پذیرفته بود، قسمت‌های متعددی از این فصل به عنوان بهترین قسمت‌های کل سریال شناخته شدند؛ مانند "زندگی خوب است"، "خدمت به انسان" و "پنج شخصیت و یک راه خروج". فیلمنامه‌هایی از ارل همر جونیور و مونتگومری پیتمن کارهای بیمونت و متیسون را تکمیل کردند و سه قسمت را هم جورج کلیتون جانسن به سبکی پیچیده نوشت. قسمت "موهبت الکتریکی" نوشته شده توسط ری بردبری، نویسنده معروف علمی-تخیلی، اولین قسمتی بود که وی برای این مجموعه می‌نوشت.
توایلایت زون برای این فصل نامزد دو جایزهٔ امی (فیلمبرداری و طراحی هنری) شد ولی موفق به دریافت هیچ‌کدام نشد. همچنین برای سومین سال متوالی جایزهٔ هوگو برای «بهترین ارائه درام» را دریافت کرد که آن را بدل به تنها سریالی کرد که سه سال این جایزه را دیافت رده؛ تا سال ۲۰۰۸ که سریال دکتر هو با آن مساوی کرد.
در بهار سال ۱۹۶۲، توایلایت زون در پیدا کردن اسپانسر دیر کرد و به همین دلیل در سی بی اس توسط کمدی یک ساعته‌ای به نام "نمایشگاه بورس" جایگزین شد؛ و مجموعه موقتاً کنسل شد. این لغو ظاهری باعث شد باک هافتن مجموعه را رها کرده و به کمپانی "Four Star Television" ملحق شود. در این حین سرلینگ به معلمی در دانشگاه "Antioch College" مشغول شد؛ دانشگاهی که خود قبلاً در آن تحصیل می‌کرد؛ و با این که مجموعه دوباره شروع به پخش کرد، نقش سرلینگ به عنوان تهیه‌کنندهٔ اجرایی در دو فصل پایانی آن کاهش یافت.

### فصل چهارم (۱۹۶۳)
دری را با کلیدی به نام تخیل باز می‌کنید و پشت آن بعدی دیگر از طبیعت است. بعدی از تصویر، بعدی از صوت، بعدی از ذهن. در حال ورود به سرزمین سایه‌ها و اشیاء، امور و ایده‌ها هستید. شما همین الان وارد منطقهٔ نیمه‌روشن شده‌اید. — راد سرلینگ؛ تیتراژ آغازین قسمت‌های فصل چهار و پنج

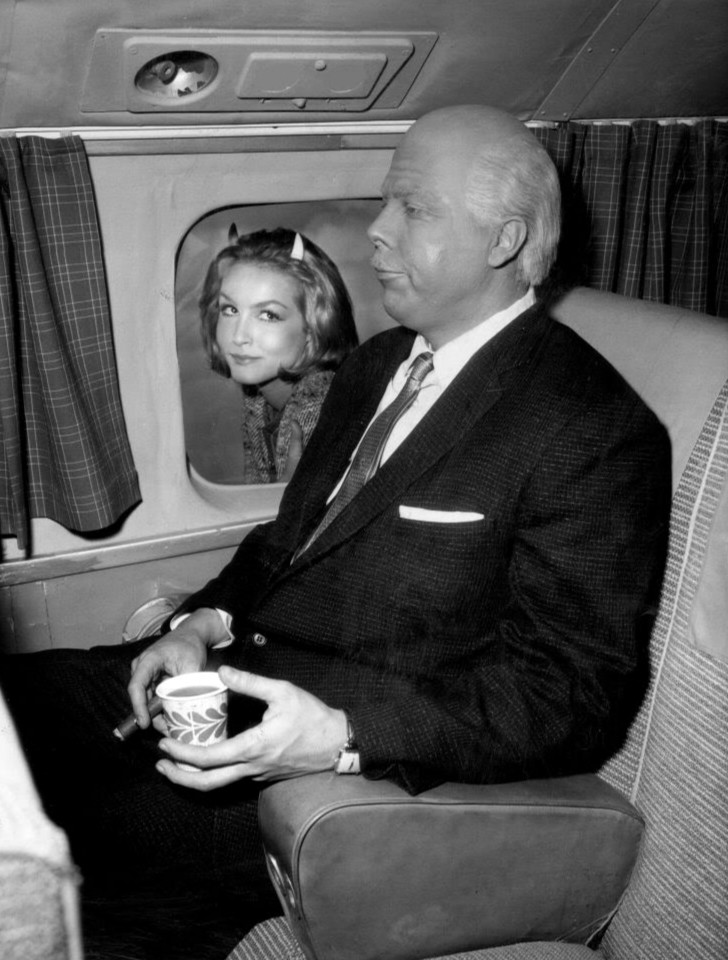
آلبر سلمی و جولی نیومر در "مدتی است که به کلیفوردویل فکر می‌کنم".

در نوامبر سال ۱۹۶۲ سی بی اس با توایلایت زون دوباره قرارداد بست و آن را جایگزین مجموعهٔ "نمایشگاه بورس" کرد؛ همان سریال که قبلاً جای توایلایت زون را گرفته بود. این بار در نام اصلی مجموعه (The Twilight Zone)، واژه "The" حذف شد و نام سریال به صورتی که هم‌اکنون بیش‌تر آن را می‌شناسند، یعنی "Twilight Zone" درآمد. برای این که جای خالی نمایشگاه بورس، که یک سریال یک ساعته بود، پر شود، قسمت‌های سابقاً نیم‌ساعتهٔ توایلایت زون نیز باید به یک ساعت گسترش می‌یافتند. این تصمیم با استقبال گروه تهیه سریال مواجه نشد. سرلینگ در این باره پاسخ داد: "مجموعهٔ ما یک شوی فوق‌العاده نیم‌ساعته بود. با یک ساعته‌کردن آن مجبور بودیم داستان‌ها را کش بدیم و امکان داشت فردی پانزده دقیقه از یک قسمت را ببیند و نتواند فرق توایلایت زون را از یک مجموعهٔ درجه سه تشخیص بدهد." هربرت هیرشمن استخدام شد تا جای باک هاوتن، تهیه‌کننده سه فصل اول را بگیرد. یکی از نخستین تصمیم‌های هیرشمن این بود که یک تیتراژ آغازین جدید بسازند که شامل یک در، یک چشم، یک پنجره و سایر اجسامی می‌شد که در فضا شناور بودند. از دیگر اقدام‌های وی پیداکردن و تهیه کردن فیلمنامه‌های باکیفیت بود. از اسپانسرهای اضافه‌شده این فصل می‌توان به "Johnson and Johnson" اشاره کرد.
این فصل از توایلایت زون یک بار دیگر به گروه نویسندگی مورد اعتماد سرلینگ، بیمونت و متیسون بازگشت. با این که این فصل تعداد قسمت‌های سرلینگ محدود شده بود، او هنوز هم بخش اعظم داستان‌ها را می‌نوشت ولی به عنوان تهیه‌کننده اجرایی او تقریباً کاملاً غایب بود و به عنوان میزبان شو هم، روایت‌های هنرمندانه اول هر قسمت او باید به صورت صحنه‌به‌صحنه و جلوی یک صفحه خاکستری رنگ ضبط می‌شدند؛ زیرا سرلینگ هر از چندگاهی به لوس آنجلس می‌رفت و برمی‌گشت. به دلیل عوارض یک بیماری ذهنی در حال افزایش، داستان‌های بیمونت هم شروع کرد به‌طور قابل توجهی کم شدن. برای پر کردن این جاهای خالی، تعدادی فیلم‌نامه اضافه توسط ارل همر جونیور و رجینالد رز به ثبت رسیدند.
در حالی که پنج قسمت از فصل باقی‌مانده بود، هیرشمن پیشنهادی برای کار در مجموعه تلویزیونی جدید شبکهٔ ان‌بی‌سی، "جاسوسی" دریافت کرد و برت گرانت، که قبلاً "عنصر زمان" را تهیه کرده بود، جایگزین او شد. از اولین دستاوردهای گرانت در این سریال قسمت "پنج‌شنبه به خانه برمی‌گردیم" بود؛ که سرلینگ به عنوان یکی از تأثیرگذارترین قسمت‌های فصل ارزیابی کرد. مجموعه نامزد یک جایزه امی برای فیلمبرداری و یک جایزهٔ هوگو شد. پس از پایان فصل، سریال به فرمت نیم‌ساعته سابقش بازگشت.

### فصل پنجم (۱۹۶۳–۱۹۶۴)

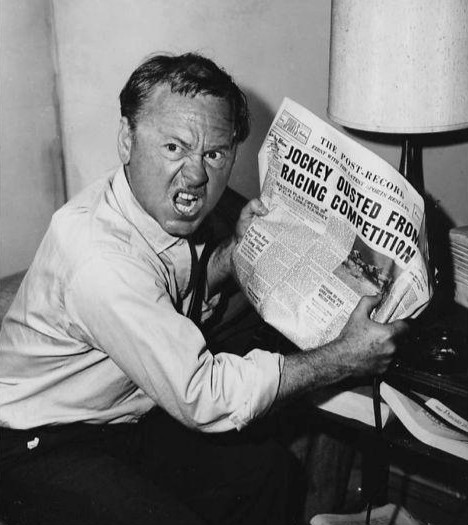
میکی رونی در "آخرین شب سوارکار"

سرلینگ خود بعدها اعتراف کرد، "آن قدر در حال نوشتن بودم، احساس کردم دارم کم‌کم دیدم را نسبت به آنچه خوب و آنچه بد است را از دست می‌دهم". تا پایان آخرین فصل، او ۹۲ فیلم‌نامه را در پنج سال ارائه داده بود. در این فصل، اسپانسرهای جدید جایگزین، "پروکتر اند گمبل" و "American Tobacco Company" بودند.
بمونت حالا دیگر تقریباً کاملاً از مجموعه کنار رفته بود و کارهایش را به واسطه جری سول و جان تامرلین ارائه می‌داد (آن‌ها جای او فیلمنامه‌اش را می‌نوشتند ولی در مجموعه از او نامبرده می‌شد). پس از تهیهٔ فقط ۱۳ قسمت، برت گرانت سریال را ترک کرد و ویلیام فراگ، که قبلاً در "Playhouse 90" با سرلینگ کار کرده بود، جایگزین وی شد.
تعدادی از تصمیمات فراگ با استقبال مواجه نشد؛ به عنوان مثال، اولاً او تعدادی از داستان‌های را که گرانت خریده‌بود کنار گذاشت (از جمله "عروسک" نوشتهٔ متیسون که بعدها وقتی بالاخره به عنوان یک قسمت از مجموعه "داستان‌های باورنکردنی" تهیه شد، نامزد جایزه انجمن نویسندگان آمریکا شد). دوما، او با استخدام ریچارد دروی برای بازنویسی کامل یکی از داستان‌های جانسن، "گذر زمان"، (که در نهایت با اسم "نود سال خالی از خواب" ساخته شد)، جورج کلایتون جانسن را مأیوس کرد. جانسن بعداً درباره نسخه نهایی فیلم‌نامه گفت: "ارزش داستان را پایین می‌آورد." و اصرار ورزید که نام او به عنوان نویسنده در تیتراژ آخر با تغییر به "جانسن اسمیت" نمایش داده شود. گذر زمان به آخرین داستان جانسن برای این مجموعه بدل شد.
با همهٔ این شرایط، از تعدادی از قسمت‌های این فصل هنوز به خوبی و به عنوان بهترین‌های مجموعه یاد می‌شود؛ مانند "کابوس در بیست‌هزارپایی"، "نوعی قدم‌شمار" و "عروسک زنده". با این که این فصل نامزد جایزه امی‌ای نشد، ولی قسمت ۱۴۲، "یک رویداد عجیب در اول کریک بریج"، (یک فیلم کوتاه فرانسوی که با کمی تغییر به عنوان قسمتی از این مجموعه ساخته شد) نامزد جایزه اسکار بهترین فیلم کوتاه در سال ۱۹۶۳ شد.

## لغو مجموعه
در اواخر ژانویه سال ۱۹۶۴، سی‌بی‌اس لغو مجموعه را اعلام کرد. ویلیام فراگ اینچنین توضیح داد که "به هر دلیلی که بود، جیم آبری از مجموعه خسته شده بود... او ادعا می‌کرد که بودجه خیلی زیاد است و در مقابل بینندگان کم." البته سرلینگ در دیلی ورایتی دلیل کنسل شدن مجموعه را طوری دیگر توضیح داد: "تصمیم گرفته بودم دیگر با آن شبکه کار نکنم". ای بی سی به پخش ادامه مجموعه در این شبکه تحت عنوان "غول‌ها، جادوگرها و گرگینه‌ها" علاقه نشان داد؛ ولی سرلینگ زیاد تحت تأثیر این پیشنهاد قرار نگرفت: "مسئولان شبکه به نظر می‌آمد هفته‌ای یک غول یا جادوگر بخواهند در حالیکه ما فکر نمی‌کردیم مجموعه در این باره باشد. من با فراطبیعی بودن مجموعه‌ام مشکلی ندارم؛ ولی نمی‌خواهم هر هفته بیننده‌ها به یک قبرستان نگاه کنند." کمی بعد از آن، سرلینگ حق چهل‌درصدی اش را به سی بی اس فروخت و تا ۱۹۶۹ که با مجموعه "گالری شب" برگشت، دیگر در هیچ پروژهٔ فراطبیعی‌ای کار نکرد.

## هنرپیشگان
به دلیل آنتولوزی بودن و نداشتن هیچ شخصیت ثابتی، توایلایت زون برای هر قسمت شامل تعداد زیادی بازیگر مهمان می‌شود؛ که بعضی از آن‌ها در چند قسمت مختلف و در نقش‌های متفاوت ظاهر شدند. بسیاری از قسمت‌ها شامل اجرا از بازیگرانی مش‌شوند که بعدها در کارشان معروف شدند؛ مانند تئودور بیکل، بیل بیکسبی، مورگان بریتانی، چارلز برانسون، کارول برنت، دونا داگلاس، رابرت دووال، پیتر فالک، جوآن هکت، لی وان کلیف، دنیس هاپر، ران هاوارد، مارتین لاندو، کلوریس لیچمن، جین مارش، الیزابت مونت‌گومری، بیل مامی، جولی نیومر، باربارا نیکولز، لئونارد نیموی، رابرت ردفورد، برت رینولدز، جنیس ولکر، ویلیام شاتنر، دین استاکول، جرج تاکی، جویس وان پاتن، جک واردن، راجر دیویس، جاناتان وینترز و دیک یورک.
در گروهی دیگر از قسمت‌ها بازیگرانی باتجربه و در زمان فیلمبرداری معروف ایفای نقش می‌کنند؛ مانند دانا اندروز، جوان بلوندل، آن بلایت، آرت کارنی، جک کارسون، گلادیس کوپر، ویلیام دمارست، اندی دیواین، سدریک هاردویک، جوزفین هاچینسون، باستر کیتون، آیدا لوپینو، کوین مک‌کارتی، اگنس مورهد، آلن نیپی‌یر، فرانکوت تون، میکی رونی و اد وین.
بعضی از کاراکتر اکترهایی (بازگیرهایی که در اجرای شخصیت‌هایی خاص و نه شخصیت اصلی مهارت دارند) که در این سریال بازی کردند (بعضی بیش از یک بار) شامل نحمیا پرسوف، آلبر سلمی، ویتو سکاتی، جان اندرسون، ساندار گلد، نانسی کالپ و هارولد جی استون می‌شوند. رابرت مک‌کورد هنرپیشه‌ای است که در بیش‌ترین قسمت‌ها بازی کرده‌است.

## موسیقی

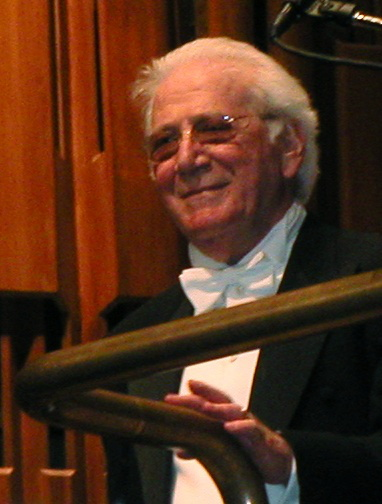
جری گلدسمیت آهنگساز با مجموعه همکاری کرد.

به غیر از برنارد هرمن و جری گلدسمیت افسانه‌ای، بقیهٔ آهنگسازان مجموعه عبارت بودند از فرانتس واکسمن، فرد اشتاینر، ناتان وان‌کلیف و لئونارد رازنمن. موسیقی تیتراژ اول قسمت‌های فصل یکم، توسط هرمن و برای ارکستر نوشته شده‌بود؛ همچنین آهنگ اصلی هفت‌تا از قسمت‌های سریال را، شامل قسمت اول، "بقیه کجائند"، هرمن آهنگ‌سازی کرد. تم گیتاری که بیش‌ترین استفاده از آن در سریال شده است، ساخته آهنگساز پیشتاز فرانسوی، ماریوس کنستنت است؛ که یکی از قطعه‌های نشان‌داده‌شده توسط سی‌بی‌اس به عنوان آهنگ‌های سفارشی برای مجموعه بود. این تم که در تیتراژ نخستین فصل‌های دوم به بعد استفاده می‌شد، ترکیبی از دوتا از این قطعات بود: "Etrange 3 (غیرمعمول شماره سه)" و "Milieu 2 (معمولی شماره دو)". واریز ساراباند چند آلبوم از آهنگ‌های مجموعه با تمرکز بر قسمت‌هایی که تم اوریجینال داشتند تهیه کرد:
قسمت اول
1. تم اصلی - ماریوس کنستنت (۲۷ ثانیه)
2. مهاجمان - جری گلدسمیت (۱۲ دقیقه و ۵۷ ثانیه)
3. احتمال رؤیا دیدن - ناتان وان‌کلیف (۹ دقیقه و ۵۲ ثانیه)
4. مسافت پیاده‌روی - برنارد هرمن (۱۲ دقیقه و ۵۲ ثانیه)
5. معبود شانزده‌میلیمتری - فرانتس واکسمن (۱۰ دقیقه و ۵۵ ثانیه)
6. تم پایانی - ماریوس کنستنت (۴۲ ثانیه)

قسمت دوم
1. تم اصلی - برنارد هرمن (۱ دقیقه و ۱۱ ثانیه)
2. بقیه کجائند؟ - برنارد هرمن (۱۱ دقیقه و ۱۹ ثانیه)
3. ۱۰۰ یارد بالاتر از زمین - فرد اشتاینر (۱۲ دقیقه و ۱۴ ثانیه)
4. آرزوی بزرگ بلندبالا - جری گلدسمیت (۱۱ دقیقه و ۵۲ ثانیه)
5. توقف در ویلوبی - ناتان اسکات (۱۲ دقیقه و ۲۴ ثانیه)
6. تم پایانی - برنارد هرمن (۱ دقیقه و ۵ ثانیه)

قسمت سوم
1. تم اصلی جایگزین - ماریوس کنستنت (۳۸ ثانیه)
2. بازگشت - جری گلدسمیت (۱۲ دقیقه و ۵۱ ثانیه)
3. و سپس آسمان آن‌ها را بلعید - لئونارد رازنمن (۱۱ دقیقه و ۵۴ ثانیه)
4. دنیایی از تفاوت - ناتان وان‌کلیف (۱۱ دقیقه و ۴۸ ثانیه)
5. مرد تنها - برنارد هرمن (۱۱ دقیقه و ۹ ثانیه)
6. تم پایانی جایگزین - ماریوس کنستنت (۵۴ ثانیه)

قسمت چهارم
1. تم اصلی جایگزین - برنارد هرمن (۲۸ ثانیه)
2. تم جاز شماره ۱ - جری گلدسمیت (۹ دقیقه و ۱۲ ثانیه)
3. تم جاز شماره ۲ - جری گلدسمیت (۳ دقیقه و ۱۲ ثانیه)
4. تم جاز شماره ۳ - رنه گریکوئنس (۴ دقیقه و ۴ ثانیه)
5. مردی مضطرب در اتاق چهاردلاری - جری گلدسمیت (۸ دقیقه و ۱۶ ثانیه)
6. مرثیه - ناتان وان‌کلیف (۸ دقیقه و ۱۴ ثانیه)
7. شاه نهم بازنخواهد گشت - فرد اشتاینر (۱۱ دقیقه و ۱۱ ثانیه)
8. دو - ناتان وان‌کلیف (۱۲ دقیقه و ۹ ثانیه)
9. تم پایانی جایگزین - برنارد هرمن (۴۳ ثانیه)

قسمت پنجم
1. تم اصلی جایگزین شماره ۲ - برنارد هرمن (۲۹ ثانیه)
2. ماهیت الکتریکی - ناتان وان‌کلیف (۱۱ دقیقه و ۴۱ ثانیه)
3. رهگذر - فرد اشتاینر (۱۲ دقیقه و ۵۸ ثانیه)
4. مشکل تمپلتون - جف الکساندر (۱۱ دقیقه و ۴۶ ثانیه)
5. گرد و خاک - جری گلدسمیت (۱۱ دقیقه و ۳۳ ثانیه)
6. تم پایانی جایگزین شماره ۲ - برنارد هرمن (۱ دقیقه و ۷ ثانیه)

خیلی از آهنگ‌های بالا را شرکت "سیلوا آمریکا" در مجموعه‌ای چهارحلقه‌ای عرضه کرد. واریز همچنین یک مجموعه دوحلقه‌ای شامل هفت آهنگ هرمن به صورت دوباره ضبط‌شده ارائه کرد ("بقیه کجائند"، "مسافت پیاده‌روی"، "مرد تنها"، "در چشم بیننده"، "دختربچهٔ گم‌شده"، "عروسک زنده" و "نود سال خالی از خواب"). این نسخه توسط جوئل مک‌نیلی تنظیم شده‌بود. جدا از این عرضه، آهنگ قسمت مسافت پیاده‌روی ساخته هرمن یک ضبط دوبارهٔ دیگر نیز داشت که در این نسخه همراه با یک آهنگ دیگر هرمن (اجرای ارکستر سمفونی موسکو) همراه بود و توسط ویلیام استورمبرگ تنظیم و توسط "Tribute Film Classics" نشر شد.

## زمان پخش
| فصل           | زمان پخش            |
| ------------- | ------------------- |
| ۱ (۱۹۵۹–۱۹۶۰) | جمعه‌ها ساعت ۱۰ شب   |
| ۲ (۱۹۶۰–۱۹۶۱) | جمعه‌ها ساعت ۱۰ شب   |
| ۳ (۱۹۶۱–۱۹۶۲) | جمعه‌ها ساعت ۱۰ شب   |
| ۴ (۱۹۶۳)      | پنج‌شنبه‌ها ساعت ۹ شب |
| ۵ (۱۹۶۳–۱۹۶۴) | جمعه‌ها ساعت ۹:۳۰ شب |

## جوایز امی
توایلایت زون نامزد چهار جایزه امی شد که دوتا از آن‌ها را برد:
- ۱۹۵۹–۶۰ (برگزاری بیستم ژوئن سال ۱۹۶۰)

*دستاورد برجسته در نویسندگی درام: راد سرلینگ - دریافت
- ۱۹۶۰–۶۱ (برگزاری شانزدهم مه سال ۱۹۶۱)

*دستاورد برجسته در مجموعه‌های درام - نامزدی
*دستاورد برجسته در نویسندگی درام: راد سرلینگ - دریافت
- ۱۹۶۱–۶۲ (برگذاری بیست‌ودوم مه سال ۱۹۶۲)

*دستاورد برجسته در نویسندگی درام: راد سرلینگ - نامزدی